# Costa Rica
Costa Rica, quốc hiệu là Cộng hòa Costa Rica, là một quốc gia tại Trung Mỹ, giáp với Nicaragua ở mặt Bắc, Panama ở phía Nam và Đông Nam, Thái Bình Dương ở phía Tây và Nam, biển Caribe ở phía Đông. Costa Rica là nước đầu tiên trên thế giới tự giải thể quân đội theo hiến pháp.

## Lịch sử
Vào thời Tiền Columbus, thổ dân châu Mỹ ở vùng đất nay là Costa Rica thuộc nhóm văn hóa trung gian giao thoa giữa các vùng văn hóa Mesoamerica và văn hóa Andes ở Nam Mỹ.
Đối với bán đảo Nicoya ở phía tây bắc Costa Rica thì đây là điểm cực nam của ảnh hưởng văn hóa Nahuatl trong khi thung lũng miền trung tâm của Costa Rica có bộ tộc Chibcha cư trú. Khi đoàn quân viễn chinh của Tây Ban Nha dưới sự chỉ huy của các chinh phục tướng quân (conquistador) mở cuộc xâm chiếm Trung Mỹ vào thế kỷ XVI thì các bộ tộc thổ dân châu Mỹ phiêu tán. Số còn lại phần bị đồng hóa hoặc tiêu diệt vì bệnh truyền nhiễm cùng sự cai trị hà khắc của người Tây Ban Nha.

### Thời kỳ thuộc địa
Sang thời kỳ thuộc địa Tây Ban Nha, Costa Rica phụ thuộc Trấn Guatemala (Audiencia de Guatemala hay Capiténcia Géneral de Guatemala) với thủ phủ đặt ở Santiago de los Caballeros (nay là Antigua Guatemala). Khoảng cách xa xôi từ thủ phủ đến Costa Rica trong thời buổi giao thông thô sơ khiến Costa Rica hầu như bị lãng quên. Cũng vì đó mà xứ Costa Rica phát triển một cách đơn lập, thoát sự giám sát chặt chẽ của triều đình Tây Ban Nha. So với những thuộc địa khác thì Costa Rica kém phát triển và có thể nói là nghèo nhất vùng Trung Mỹ. Hơn nữa vì thổ dân địa phương thưa thớt nên di dân Tây Ban Nha đến định cư vùng Costa Rica không thể trưng dụng thổ dân, bắt họ phục dịch hoặc làm nô lệ. Vì thế mà trong khi chế độ nô lệ được tận dụng ở những thuộc địa khác để khai thác nông nghiệp, di dân Tây Ban Nha sang lập nghiệp ở Costa Rica phải tự canh tác trồng trọt. Trong hoàn cảnh tự lập của giai đoạn này, nền móng nước Costa Rica đã hình thành với những yếu tố để phát triển một xã hội bình đẳng so với những nước láng giềng.

### Thời kỳ tự chủ

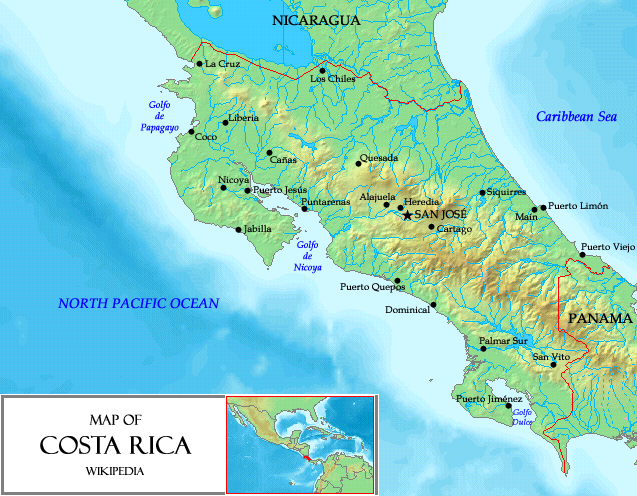
Bản đồ tổng thể Costa Rica

Sau khi thoát khỏi sự cai trị của Tây Ban Nha, Costa Rica là một trong sáu nước trong Cộng hòa Liên bang Trung Mỹ (tiếng Tây Ban Nha: República Federal de Centroamérica/Centro América) với thủ đô là Thành phố Guatemala. Liên bang này chỉ hiện diện trong thời gian ngắn ngủi rồi giải tán sau 15 năm vì thiếu đoàn kết. Kết quả là năm quốc gia độc lập ra đời; năm nước này (Costa Rica, El Salvador, Guatemala, Honduras và Nicaragua) tồn tại tới ngày nay và cả năm nước hậu duệ này đều lấy ngày 15 tháng 9 là ngày quốc khánh, đánh dấu thời điểm khi chính quyền thực dân Tây Ban Nha cáo chung trên dải đất Trung Mỹ.
Xét về mặt chủng tộc, ngoài sắc dân gốc Âu châu, Costa Rica còn có dân thiểu số gốc Phi châu. Họ là hậu duệ của nhóm di dân từ Jamaica đưa sang làm phu vào thế kỷ 19 để xây tuyến đường sắt từ Cao nguyên Trung phần xuống duyên hải biển Caribe và cửa bể Limón. United Fruit Company, một công ty Hoa Kỳ bỏ vốn ra xây những đoạn đường này để đổi lấy quyền sở hữu và khai thác đất đai trong vùng. Sự việc này tác động mạnh đến kinh tế Costa Rica, biến đất nước này, trước kia chủ yếu trông cậy vào cà phê là hàng xuất cảng chính nay còn cung cấp thêm các loại trái cây nhiệt đới, nhất là chuối cho thị trường thế giới.
Vào thế kỷ 19, những người nhập cư người Ý và Người Trung Hoa cũng đã tới đây làm việc trên các công trường xây dựng.

## Địa lý
Costa Rica nằm ở eo đất Trung Mỹ, 10° Bắc xích đạo và 84° Tây đường Kinh tuyến gốc. Nước này giáp với Biển Caribe (ở phía đông) và Biển Bắc Thái Bình Dương (ở phía tây), với chiều dài bờ biển tổng cộng 1.290 kilômét (802 dặm) (212 km / 132 mi bờ biển Caribe và 1.016 km / 631 mi bờ biển Thái Bình Dương).
Costa Rica giáp giới với Nicaragua ở phía bắc (309 km / 192 mi biên giới) và Panama ở phía nam (639 km / 397 mi biên giới). Tổng cộng, Costa Rica có 51.100 km² (19.730 dặm vuông) lãnh thổ cộng thêm 589.000 km² lãnh hải. Nước này có diện tích tương đương với Tây Nguyên Việt Nam.
Điểm cao nhất nước là núi Chirripó, với độ cao đo được là 3.810 mét (12.500 ft). Ngọn núi này cũng là ngọn núi cao thứ năm ở Trung Mỹ. Núi lửa cao nhất nước là ngọn Irazú (3.431 m / 11.257 ft).
Hồ nước có diện tích lớn nhất ở Costa Rica là Hồ Arenal.
Vì Costa Rica có địa hình đa dạng nhiều núi non nên sông ngòi chảy xiết, rất thích hợp với một số môn thể thao như bơi kayak hoặc thả bè. Hai con sông được biết đến cho các bộ môn này là sông Pacuare và sông Reventazón nằm ngay phía đông thủ đô San José ở vùng Cao nguyên Trung phần.
Costa Rica cũng có một số hải đảo. Đáng kể nhất là Đảo Cocos cách bờ biển tỉnh Puntarenas 24 km² / 9.25 sq mi, 500 km hay 300 mi, nhưng Đảo Calero là đảo lớn nhất nước (51.6 km² / 58.5 sq mi).
Costa Rica cũng đã dành 25% lãnh thổ toàn quốc dưới dạng đất bảo tồn sinh thái. Nước này cũng có mật độ sinh vật đa dạng nhất thế giới.  Lưu trữ ngày 1 tháng 3 năm 2010 tại Wayback Machine

### Hệ động thực vật

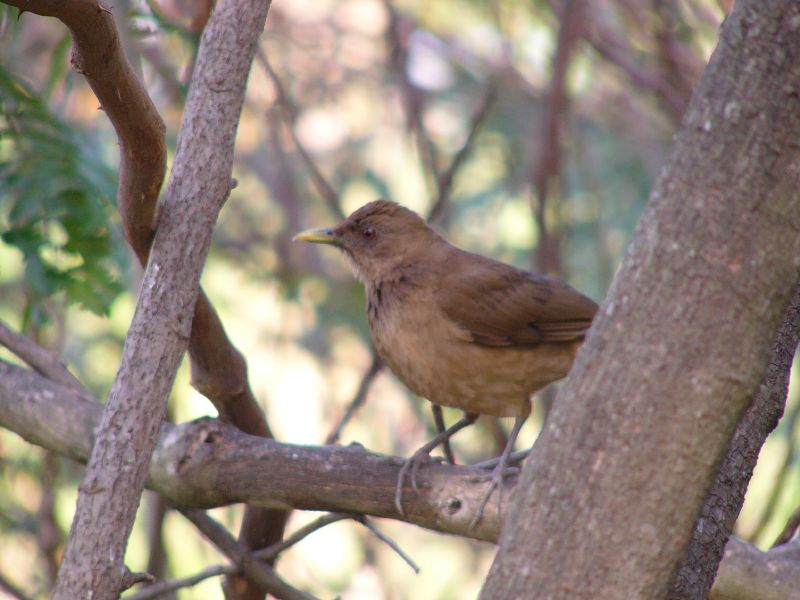
Chim cổ đỏ xám là loài chim quốc gia Costa Rica

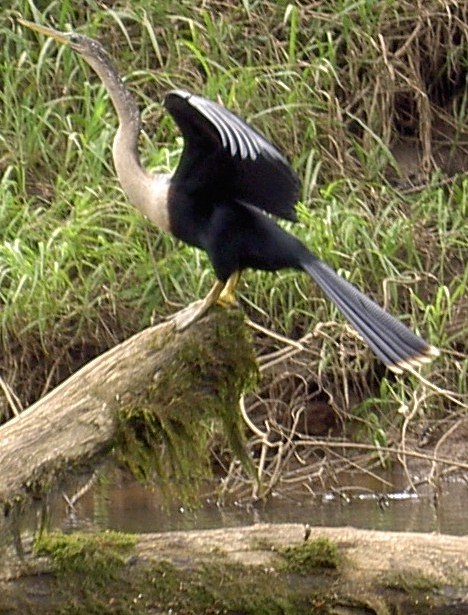
Chim anhinga đang hong khô lông

Costa Rica là địa bàn sinh sống của nhiều loài động và thực vật. Tuy nước này chỉ chiếm khoảng 0.1% tổng diện tích lục địa, nơi đây tàng chứa 5% đa dạng sinh học thế giới. Hơn 25% diện tích lãnh thổ Costa Rica là các khu rừng và khu dự trữ thiên nhiên được bảo vệ.
Một vườn quốc gia nổi tiếng trong giới các nhà sinh thái thế giới từng được biết đến nhiều về sự đa dạng sinh vật (kể cả những con thú lớn như báo và heo vòi) là Vườn Quốc gia Corcovado. Vườn này cũng là nơi đón nhiều du khách đến xem nhiều loài động vật hoang dã.
Trong khi đó Vườn quốc gia Tortuguero là nơi sinh sống của khỉ nhện, khỉ rú và khỉ mũ cổ trắng, lười ba ngón, 320 loài chim (gồm nhiều loài vẹt), rất nhiều loài bò sát, nhưng nổi tiếng nhất là loài rùa xanh đang bị đe dọa tuyệt chủng. Hàng năm chúng dùng bãi biển khu vực này để đẻ trứng.
Khu dự trữ "rừng mây" Monteverde cũng phong phú với hai ngàn loài thực vật, gồm nhiều loại phong lan. Hơn bốn trăm loài chim và hàng trăm loài có vú cũng sinh sống tại đây. Tính tổng thể, khoảng tám trăm loài chim đã được kiểm chứng sinh sống tại Costa Rica.

## Chính trị

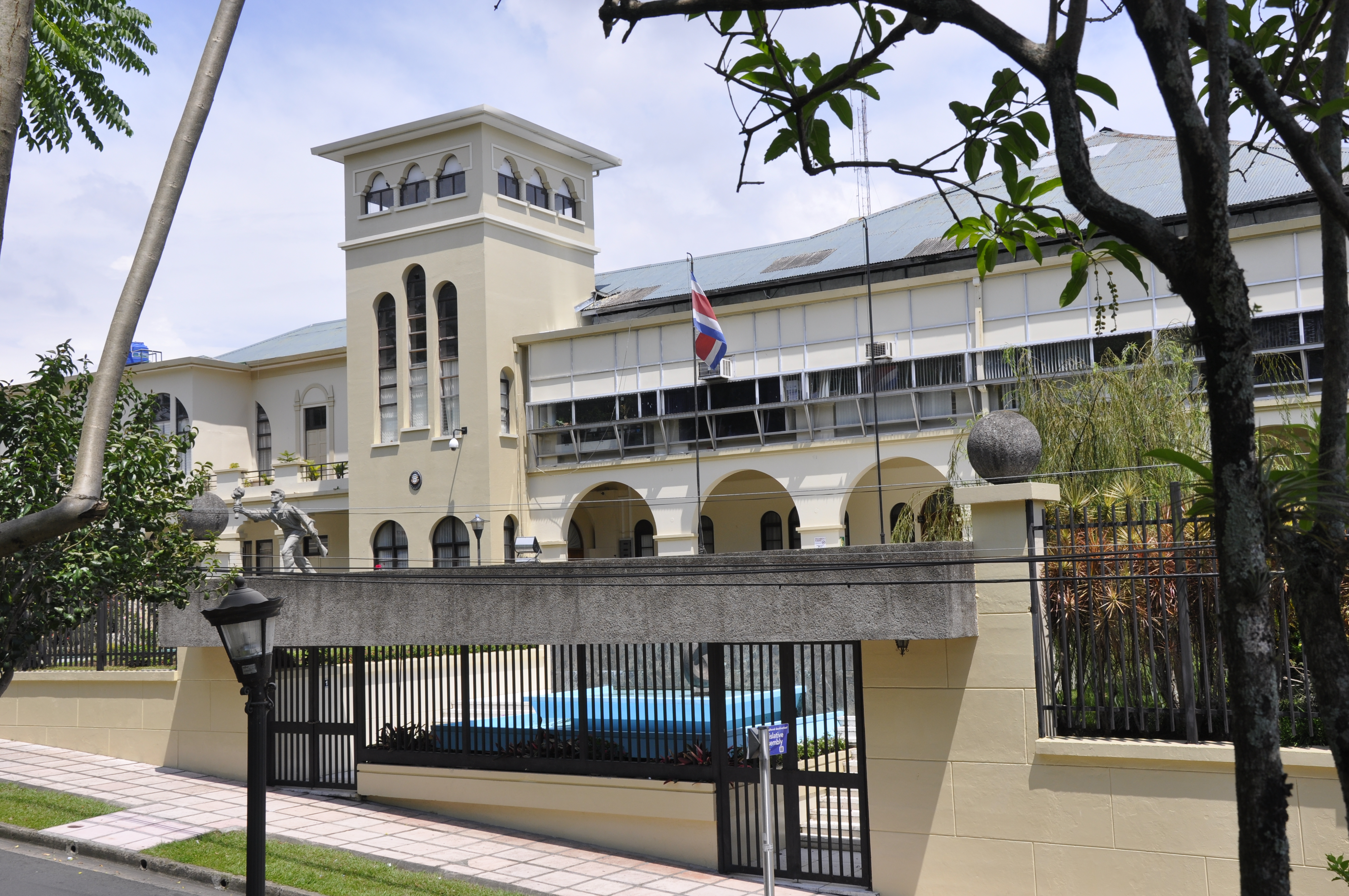
Tòa nhà quốc hội Costa Rica

Costa Rica là một quốc gia dân chủ theo thể chế cộng hòa trong khuôn khổ pháp lý của bản hiến pháp vững mạnh. Bản hiến pháp hiện hành được ban bố ngày 7 tháng 11 năm 1949, trong đó có đặc điểm là Costa Rica không có quân đội.
Về mặt chính trị, Costa Rica có truyền thống dân chủ khá lâu dài bắt đầu từ năm 1899 với cuộc tổng tuyển cử công minh. Những đợt bầu cử sau đó tiếp tục đường lối ôn hòa khi thay đổi chính phủ từ năm 1899 đến nay, với hai ngoại lệ: năm 1917 Federico Tinoco chuyên quyền làm lãnh tụ độc tài và năm 1948 José Figueres dùng quân đội cướp chính quyền, gây ra cuộc nội chiến đẫm máu nhất trong lịch sử Costa Rica với hơn 2.000 thương vong. Từ thập niên 1940 tới nay Costa Rica đã tái lập nền dân chủ và đột phá nhất là bản hiến pháp năm 1949, giải tán quân đội để diệt hẳn cơ nguy nạn quân phiệt. Vì vậy Costa Rica được xem là một trong những nước ổn định nhất trong vùng, tránh được những cuộc bạo động chính trị như những nước Trung Mỹ khác.
Đứng đầu ngành hành pháp là tổng thống với nhiệm kỳ bốn năm. Tổng thống có quyền bổ nhiệm 22 bộ trưởng để điều hành chính phủ. Phụ tá tổng thống là hai vị phó tổng thống. Hai viên chức này cũng kiêm nhiệm hai trong 22 bộ.
Cơ quan lập pháp chính là Quốc hội với 57 đại biểu. Đại biểu quốc hội, cũng như tổng thống có nhiệm kỳ bốn năm. Cuộc tu chính hiến pháp thông qua năm 1969 giới hạn tổng thống và các đại biểu chỉ được chấp chính một nhiệm kỳ. Riêng đại biểu quốc hội thì được phép tái tranh cử sau khi nghỉ một nhiệm kỳ. Tháng 4 năm 2003, điều luật cấm tổng thống tái cử trong hiến pháp được sửa đổi, cho phép Óscar Arias (ứng cử viên Giải Nobel Hòa bình năm 1987) ra tranh cử nhiệm kỳ thứ hai. Năm 2006, Óscar Arias tái đắc cử sau một cuộc bầu cử khít khao với nhiều tranh chấp vì lập trường ủng hộ tự do mậu dịch của Arias. Ông nhậm chức ngày 8 tháng 5 năm 2006. Kế đó trong đợt bầu cử Tháng Hai năm 2010, ứng cử viên Laura Chinchilla đắc cử với 46,7% số phiếu và trở thành nữ tổng thống đầu tiên của vùng Trung Mỹ.
Ngành tư pháp có Tối cao Pháp viện với 22 thẩm án. Những thành viên này do Quốc hội bầu ra với nhiệm kỳ tám năm.
Các cơ quan quốc hữu tự trị có nhiều quyền hoạt động độc lập; trong đó các ngành viễn thông điện lực, và ngân hàng thương mại đã được quốc hữu hoá. Chính phủ cũng chiếm độc quyền điều hành ngành bảo hiểm và cơ quan an sinh xã hội.
Chiếu theo hiến pháp 1949 thì Costa Rica không có lực lượng quân đội nhưng duy trì lực lượng cảnh sát để đảm bảo an ninh quốc nội. Lực lượng này được chia thành vệ binh dân sự (Guardia Civil) và vệ binh nông thôn (Guardia Rural).
Những vấn đề chính giới Costa Rica lưu tâm đến là tình hình an ninh, tội ác, và nạn nhập cư lậu từ Nicaragua.
Đảng Nhân dân Costa Rica (tiếng Tây Ban Nha: Partido del Pueblo Costarricense, viết tắt là PPC) là một đảng cộng sản ở Costa Rica. Vào tháng 3 năm 1984, Đảng Vanguard nổi tiếng đã chia thành hai phe. Phần lớn được lãnh đạo bởi Humberto Vargas Carbonell là cấp tiến hơn so với phe của Eduardo Mora Valverde. Cả hai phe đều muốn giữ tên đảng. Sau một phán quyết của tòa án, phe của Mora đã được đổi tên thành PPC vào tháng 4 năm 1985. [1]
PPC đã được đăng ký tại Toà án bầu cử tối cao (TSE) trong khoảng thời gian từ tháng 6 năm 1988 đến tháng 9 năm 1995 với tư cách là Đảng Dân sự (Partido del Pueblo Civilista). [2]
PPC được lãnh đạo năm 2004 bởi Pablo Morales Rivera và Libertad xuất bản.
PPC đã ứng cử cho các cuộc bầu cử chung trong các liên minh khác nhau: ở United People (Pueblo Unido) vào năm 1986 và 1990, ở United Left (Izquierda Unida) năm 2006.
Sự sụp đổ của Liên Xô làm suy yếu PPC. Các thành viên đã đến Lực lượng Dân chủ mới (Fuerza Dân chủ, FD) được thành lập năm 1993 hoặc để lại cho các đảng khác. Eduardo Mora Valverde và José Merino del Rio trở thành người sáng lập Mặt trận Rộng (Frente Amplio) năm 2004. Sau năm 2006, PPC dường như đã bị lật tẩy.
PPC là thành viên của Foro de São Paulo.

### Phân chia hành chính

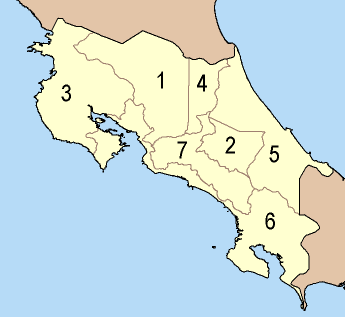

Về mặt hành chánh Costa Rica được chia thành bảy tỉnh, mỗi tỉnh chia thành nhiều tổng (cantón); dưới tổng là quận (dístricto). Tổng cộng Costa Rica có 81 tổng và 421 quận. Đứng đầu mỗi tổng là thị trưởng điều hành. Thị trưởng được người dân trong tổng bầu trực tiếp với nhiệm kỳ bốn năm.
Dưới cấp trung ương, không có các cơ quan lập pháp địa phương. 
1. Alajuela
2. Cartago
3. Guanacaste
4. Heredia
5. Limón
6. Puntarenas
7. San José

### Quan hệ nước ngoài
Costa Rica là một thành viên Liên Hợp Quốc và Tổ chức các quốc gia châu Mỹ. Costa Rica giữ một ghế tại Tòa án Nhân quyền liên Mỹ và tại Đại học Hòa bình và nhiều tổ chức quốc tế khác liên quan tới nhân quyền và dân chủ. Mục tiêu chính trong chính sách đối ngoại của Costa Rica là khuyến khích thực thi nhân quyền và phát triển xã hội để mang lại sự ổn định và phát triển quốc gia. Costa Rica cũng là một thành viên của Tòa án Hình sự Quốc tế, không có Thỏa thuận Miễn trừ song phương bảo vệ binh lính Hoa Kỳ. Ngày 1 tháng 6 năm 2007, Costa Rica hủy bỏ bang giao với Đài Loan để lập quan hệ với Trung Quốc.

## Kinh tế

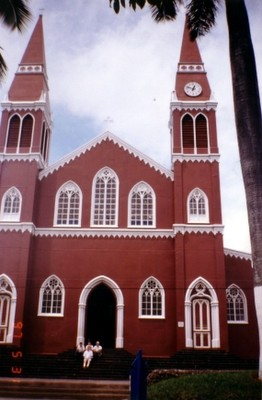
Ngôi giáo đường bằng kim loại tại Grecia, Costa Rica.

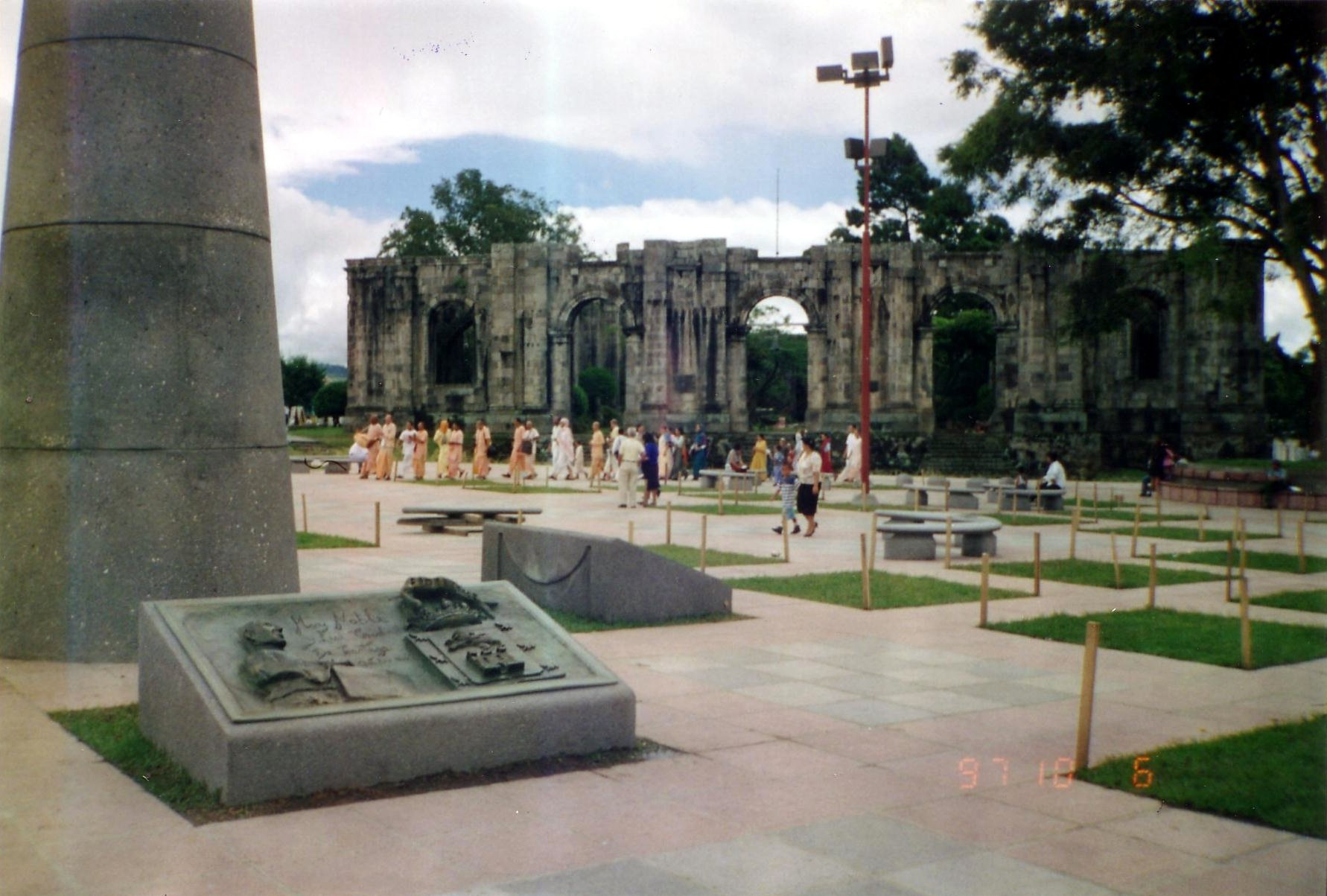
Phế tích thánh đường cũ tại Cartago, Costa Rica.

Vào đầu thế kỷ 21 ngành sản xuất hàng điện tử, dược phẩm, nhu liệu và cung cấp dịch vụ tài chính cùng ngành du lịch sinh thái là động lực chính cho nền kinh tế Costa Rica. Với trình độ giáo dục khá cao của dân chúng Costa Rica, quốc gia này đã trở thành một địa điểm thu hút nguồn đầu tư ngoại quốc.
Chính sách khuyến khích tự do mậu dịch của chính phủ Costa Rica, nhất là về ngành công nghiệp kỹ thuật cao đã gặt hái được một số kết quả khả quan. Những biện pháp giảm thuế cho những nhà đầu tư đã kích thích một số công ty quốc tế như nhà sản xuất chíp máy tính Intel, hãng bào chế dược phẩm GlaxoSmithKline, và công ty sản xuất hàng tiêu dùng Procter & Gamble mở xưởng sản xuất ở Costa Rica, tăng cường hàng xuất cảng. Tổng lượng thương mại với Đông Nam Á và Nga cũng đã phát triển mạnh từ năm 2004, 2005, kể từ khi Costa Rica tham gia Diễn đàn Hợp tác Kinh tế châu Á Thái Bình Dương (APEC) với tư cách quan sát viên (2004).
Trong năm tài chính 2005, ngân sách chính phủ thâm hụt 2.1% nhưng các số liệu khác đều tăng tiến: thu nội địa +18%; xuất khẩu +12.8%; và số khách du lịch +19%, đạt tới 1.5 triệu người. Dữ liệu do Ngân hàng Trung ương cung cấp cho thấy tăng trưởng kinh tế ở mức 5% nhưng ngược lại Costa Rica cũng phải đối phó với lạm phát cao (14%) và thâm hụt thương mại 5.2%.
Đơn vị tiền tệ của Costa Rica là colón (CRC), vào giữa thập niên 2000 có hối xuất khoảng 518  đổi một dollar Mỹ, tương đương với 675 colón ăn một euro. Ngày 16 tháng 10 năm 2006, để tránh hối xuất dao động mạnh, chính phủ Costa Rica áp dụng biện pháp hạn chế tỷ giá đồng CRC colón và đưa ra ngạch tối đa và tối thiểu tương tự như cách Chile từng áp dụng trước đó với tiền tệ của họ. Quy định này chính phủ tin rằng sẽ giúp Ngân hàng Trung ương Costa Rica đối phó hữu hiệu hơn với nạn lạm phát và tránh việc đồng Mỹ kim lưu hành rộng rãi trong dân chúng. Cũng từ thời điểm đó giá trị của đồng colón đã ổn định hơn.
Ngoài vị trí địa lý thuận tiện cho việc tiếp cận tới các thị trường châu Mỹ vì chung một múi giờ với vùng trung tâm Hoa Kỳ, Costa Rica còn có lợi điểm vì thẳng đường biển trực tiếp tới Châu Âu và Châu Á.
Tính đến năm 2016, GDP của Costa Rica đạt 57.689 USD, đứng thứ 77 thế giới và đứng thứ 12 khu vực Mỹ Latin.

### Du lịch
Với kỹ nghệ du lịch trị giá 1.7 tỷ đô la Mỹ, Costa Rica là nước thu hút đông khách du lịch nhất khu vực Trung Mỹ. Du lịch sinh thái thu hút nhiều du khách tới các khu bảo vệ thiên nhiên rải rác trên khắp nước này. Nạn mua dâm cũng đã trở thành một hình thức "du lịch" có tiếng của Costa Rica, có thể chiếm tới 10% trên tổng thu của ngành du lịch nói chung. Costa Rica được coi là một chí điểm của các khách mua dâm, phần lớn là mại dâm hợp pháp.

## Nhân khẩu
Tính đến năm 2005, Costa Rica có dân số ước tính khoảng 4,43 triệu người. Đa số dân Costa Rica mang ít nhiều dòng máu của người di dân Tây Ban Nha. Có một số không nhỏ có gốc Italia, Đức, Do Thái, và Ba Lan nhưng nhóm đông nhất là "mestizo", hậu duệ thổ dân châu Mỹ pha trộn với người Tây Ban Nha. Nhóm này chiếm 94% dân số. Chỉ có 3% dân có gốc châu Phi, mà tổ tiên là những người lao động da đen từ Jamaica nhập cư hồi thế kỷ 19. Số còn lại 1% là người Hoa và 1% thổ dân châu Mỹ, khoảng 40.000 người, đông nhất ở tỉnh Guanacaste phía tây bắc.
Ngoài ra Costa Rica cò là nơi sinh sống của nhiều cộng đồng ngoại kiều. Họ là công dân các nước Hoa Kỳ, Canada, Đức, Hà Lan, Anh Quốc... tập trung đông nhất ở Escazu ở Thung lũng Trung tâm. Còn nhóm người Italia nhập cư sau Chiến tranh thế giới thứ hai thì lập ra thị trấn Zona Sur San Vito de Coto Brus ở phía nam Puntarenas, gần biên giới với Panamá.
Costa Rica đón nhận một số không nhỏ người tỵ nạn, phần lớn từ Colombia và Nicaragua. Theo ước tính thì 10% đến 15% dân số Costa Rica là dân Nicaragua, trốn sang Costa Rica vì lý do kinh tế, tìm việc làm để mai sau hồi hương. Một số khác đến từ Perú. Nhóm này đang trên đà gia tăng đáng kể. Vì vị trí trung gian, Costa Rica cũng là nơi dừng chân của dân tỵ nạn khắp châu Mỹ Latinh lưu vong vì nội chiến và chính thể độc tài như trường hợp Chile và Argentina vào những thập niên 1970-1980.

### Tôn giáo
Tôn giáo ở Costa Rica (CIEP 2018)
Công giáo là tôn giáo của số đông tại Costa Rica và là quốc giáo của Costa Rica theo Hiến pháp năm 1949. Khoảng 76,3% người dân Costa Rica là tín hữu Công giáo. Ngoài Công giáo, những giáo phái Tin Lành chiếm 13,7% đang phát triển mạnh ở Costa Rica cũng như những nước lân cận, các phái Kháng Cách khác chiếm 0,7%. Vì Công giáo là quốc giáo, chỉ những cuộc hôn lễ tiến hành tại nhà thờ được chính phủ công nhận. Người nào muốn tiến hành lễ cưới ngoài nhà thờ Công giáo phải thuê một luật sư tiến hành và sau đó đăng ký cuộc hôn lễ dân sự.

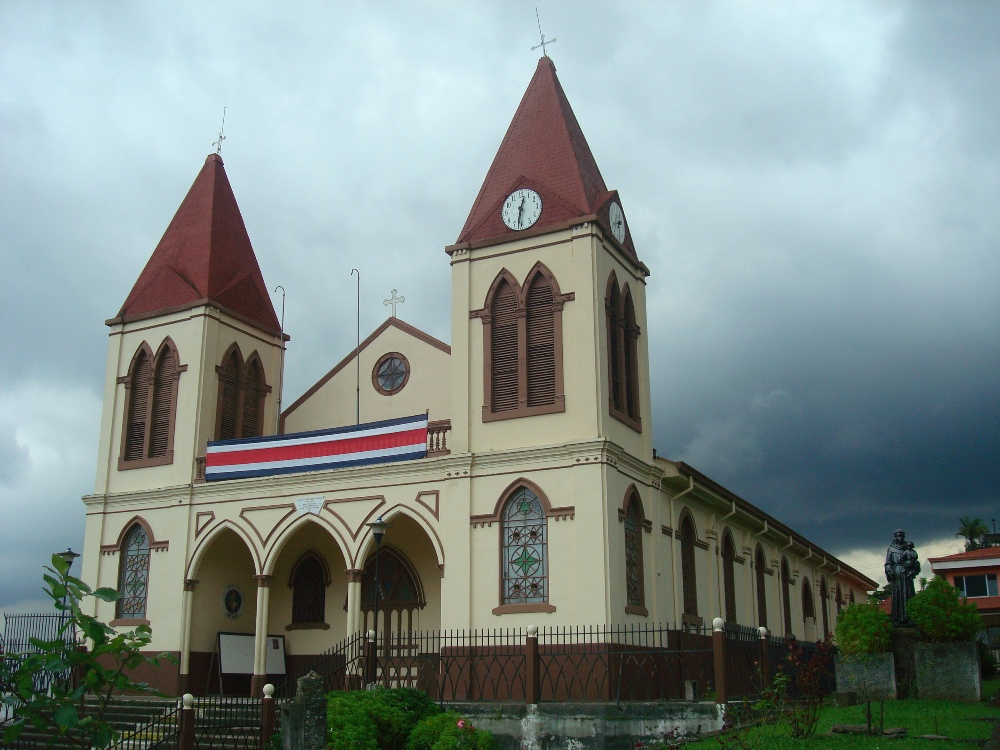
Nhà thờ San Antonio de Padua ở quận San Antonio, Escazú, Costa Rica

Vì số người nhập cư nhỏ và gần đây từ Châu Á, Trung Đông, và các nơi khác, các tôn giáo khác cũng đã phát triển, đáng chú ý nhất là Phật giáo (do con số tăng thêm 40.000 người trong cộng đồng người Hoa), và một số lượng nhỏ tín đồ Do Thái giáo, Hồi giáo, và Hindu giáo.
Có một hội đường Do Thái giáo là Shaarei Zion, tọa lạc tại San Jose, gần công viên La Sabana Metropolitan. Nhiều ngôi nhà ở vùng phụ cận phía đông công viên được trang trí hình ngôi sao David và các biểu tượng dễ nhận thấy khác của Do Thái giáo.
Giáo hội Các Thánh hữu Ngày sau của Chúa Giêsu Kitô phát triển chậm tại Costa Rica trong bốn mươi năm qua và chỉ có một đền thờ tại San Jose, là trung tâm thờ phượng địa phương của cả vùng Costa Rica, Panama, Nicaragua, và Honduras.

### Ngôn ngữ
Ngôn ngữ chính thức duy nhất là tiếng Tây Ban Nha. Có hai kiểu giọng bản xứ chính tại Costa Rica, tiếng Costa Rica tiêu chuẩn và Nicoyan. Giọng Nicoyan rất giống với giọng chuẩn Nicaragua, một phần bởi sự kiện sáp nhập nước này vào Nicaragua năm 1824. Một kiểu phát âm khác biệt đáng chú ý khác của Costa Rica là âm đầu mềm và âm vị đúp [r] không rung như tại hầu hết các nước sử dụng tiếng Tây Ban Nha khác. Những người nhập cư Jamaica ở thế kỷ 19 đã mang tới một thổ ngữ tiếng Anh và đã tiến hóa vào trong thổ ngữ Mekatelyu.

### Giáo dục
Tỷ lệ biết chữ tại Costa Rica là 96%, một trong những tỷ lệ cao nhất tại Mỹ Latinh. Các trường sơ đẳng và cao học có tại khắp đất nước, thực tế ở tất cả các cộng đồng. Giáo dục công cộng tổng quát được đảm bảo trong Hiến pháp, và giáo dục mầm non và cao học đều miễn phí. Có cả các trường đại học công cộng và tư nhân.
Chỉ có một số ít trường tại Costa Rica vượt quá lớp 11. Những trường đó đều kết thúc ở lớp 11 và cấp bằng Costa Rican Bachillerato Diploma được Bộ giáo dục nước này công nhận. Các trường có tới lớp 12 cấp hoặc International Baccalaureate Diploma, được IBO tại Geneva, Thụy Sĩ công nhân, bằng Abitur của Đức hay High School Diploma của Hoa Kỳ, được Hiệp hội các trường Cao đẳng và Trường học miền Nam (SACS) công nhận.
Costa Rica cũng là nơi đóng trụ sở của Instituto Centroamericano de Administracion de Empresas (INCAE), ban đầu được thành lập năm 1964 tại Managua, Nicaragua với sự hỗ trợ của chính phủ Hoa Kỳ và các quốc gia Trung Mỹ khác. Viện này đã mở rộng vào Costa Rica với cuộc Cách mạng Sandinista trong thập niên 1980 tại Nicaragua, viện duy trì quan hệ chặt chẽ với Đại học Harvard, và cũng góp đóng một phần vào việc thành lập trường này. Theo một cuộc nghiên cứu do America Economia tiến hành INCAE được xếp hạng nhất về trường thương mại tại Mỹ Latinh trong hai năm liền (2004, 2005)  và nằm trong tốp mười trường thương mại quốc tế hàng đầu theo xếp hạng của The Wall Street Journal.

## Văn hoá

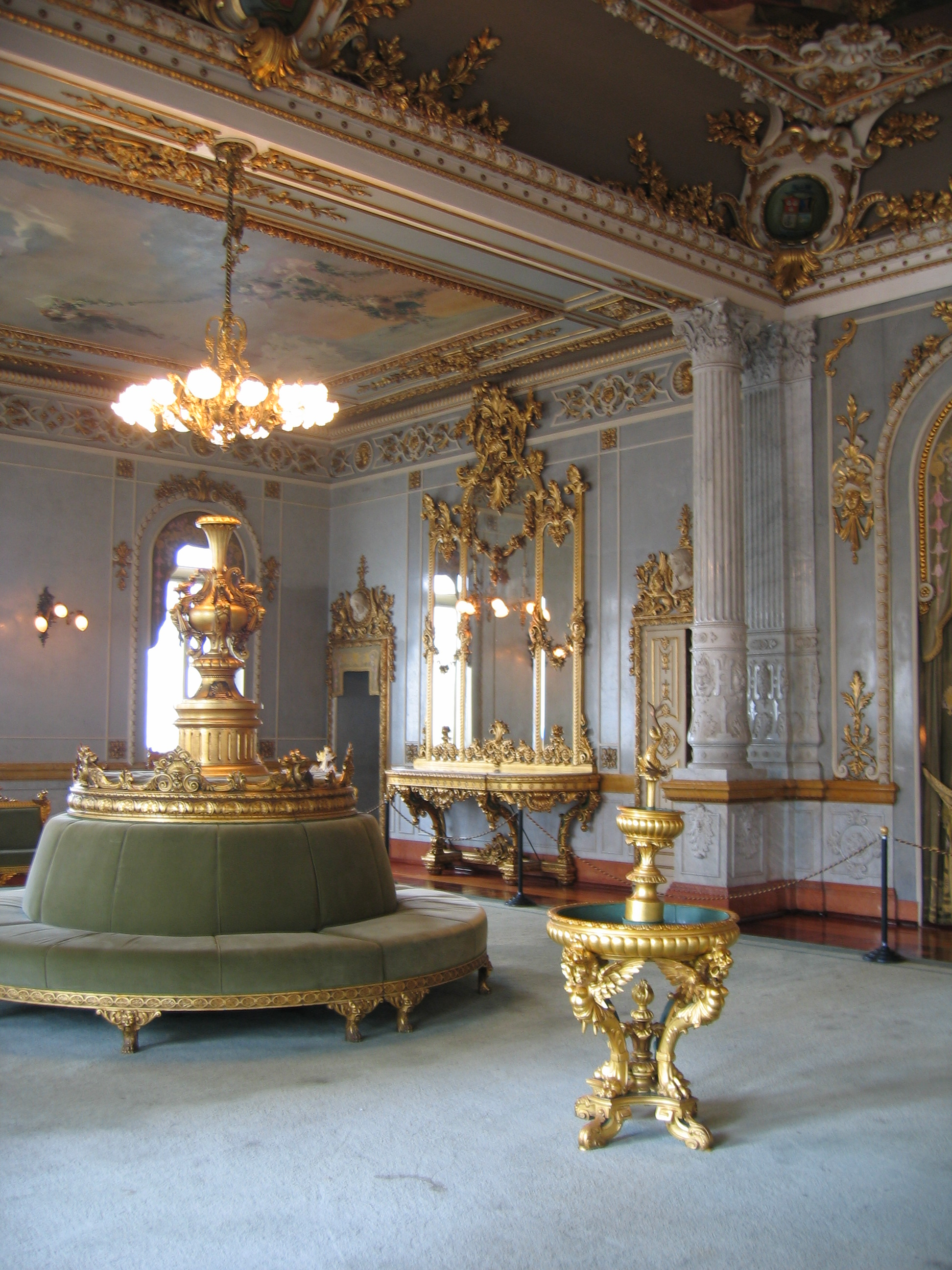
Bên trong Teatro Nacional de Costa Rica, nhà hát quốc gia Costa Rica

Người dân Costa Rica thường tự xưng là tico (nam) hay tica (nữ). "Tico" xuất xứ từ kiểu sử dụng hậu tố giảm cường độ để diễn tả tình cảm thân quen (ví dụ, "momentico" thay vì "momentito"). Câu "Pura Vida" (dịch nghĩa "Cuộc sống thanh tịnh") là câu cửa miệng thường dùng ở Costa Rica, nói lên lý tưởng một cuộc sống thanh bình, hài hòa với thiên nhiên, gia đình và bè bạn.
Một số người có thể dùng mae viết tắt của "maje" (mae nghĩa là "gã/anh chàng") để gọi nhau, dù điều này có thể bị coi là hơi có ý xúc phạm đối với người thuộc thế hệ trên bởi maje là từ đồng nghĩa của "tonto" (ngu, khờ dại). Các truyền thống và văn hóa Costa Rica thường có khuynh hướng giữ lại mức độ ảnh hưởng mạnh từ Tây Ban Nha. Kiểu trọng âm nói của họ thật sự khác biệt so với kiểu trọng âm tại các nước Trung Mỹ khác. Tiếp vĩ ngữ "-ito" hay "-ita" được thêm vào nhiều từ để nghe lịch sự và nhã nhặn hơn.
Costa Rica có một lịch sử phong phú. Costa Rica là nơi các nền văn hoá bản xứ Mesoamerica và Nam Mỹ gặp gỡ. Phía tây bắc đất nước, bán đảo Nicoya, là điểm cực nam của ảnh hưởng văn hoá Nahuatl khi những kẻ chinh phục người Tây Ban Nha (conquistadores) tới đây vào thế kỷ mười sáu. Các vùng trung tâm và phía nam đất nước tiếp nhận ảnh hưởng từ Chibcha. Tuy nhiên, người bản xứ cũng để lại ảnh hưởng trên văn hoá Costa Rica hiện đại, tuy ở mức độ thấp hơn, bởi đa số người da đỏ châu Mỹ đã chết vì bệnh tật và sự ngược đãi của người Tây Ban Nha.
Trong lúc đó, bờ biển Đại Tây Dương là nơi tập trung sinh sống của những người lao động châu Phi ở thế kỷ mười bảy và mười tám. Tuy nhiên, đa số người Costa Rica gốc Phi, đều là hậu duệ của những lao động người Jamaica, được đưa tới xây dựng các tuyến đường sắt nối Cao nguyên Trung tâm và cảng Limon trên bờ biển Caribbean. Những người Italia và Trung Quốc nhập cư cũng tới vào khoảng thời gian này để xây dựng các tuyến đường sắt.
Âm nhạc Costa Rica ít có tiếng vang quốc tế, các loại âm nhạc đại chúng Costa Rica gồm: một kiểu âm nhạc calypso bản xứ khác biệt với kiểu calypso được nhiều người biết tới của Trinidad thường được chơi tại các nightclub ở các thành phố như San José. Rock and roll và nhạc pop Mỹ và Anh thịnh hành trong giới trẻ (đặc biệt giới trẻ tại đô thị) trong khi những kiểu âm nhạc cho khiêu vũ như soca, salsa, merengue, cumbia và Tex-Mex có khán giả là những người thuộc thế hệ già hơn.